# Targa Florio 1907

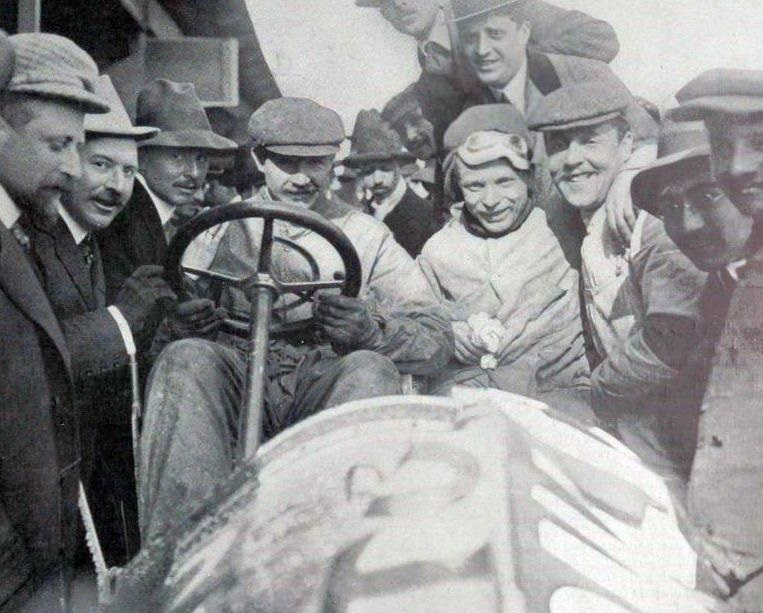
Rennsieger Felice Nazzaro und Beifahrer Antonio Fagnano am Steuer seines Fiat 28/40 HP/7.4

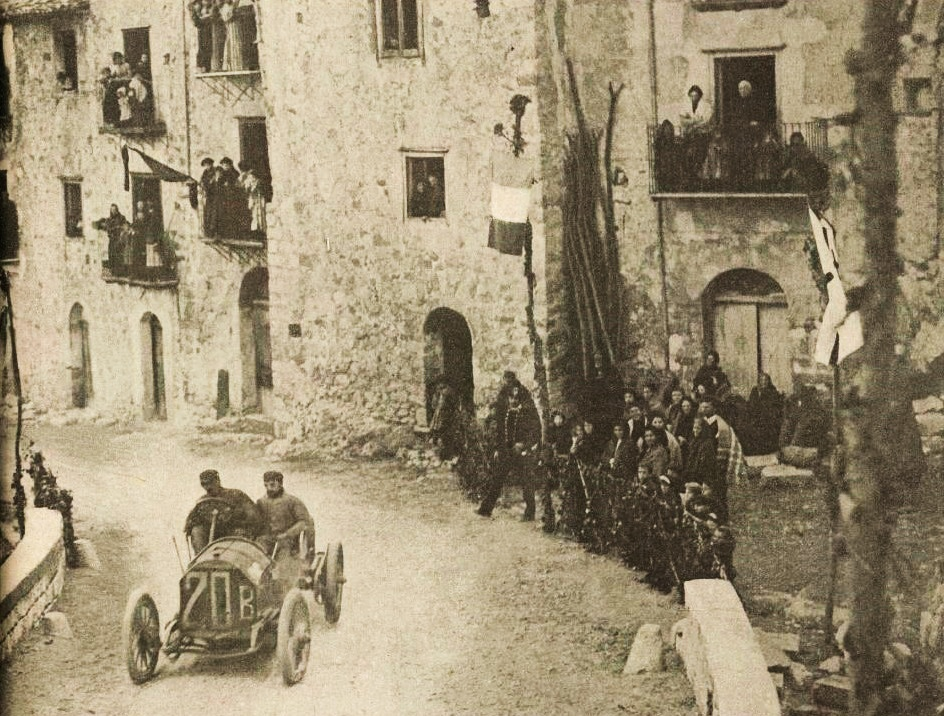
Nazzaro bei der Fahrt durch Petralia

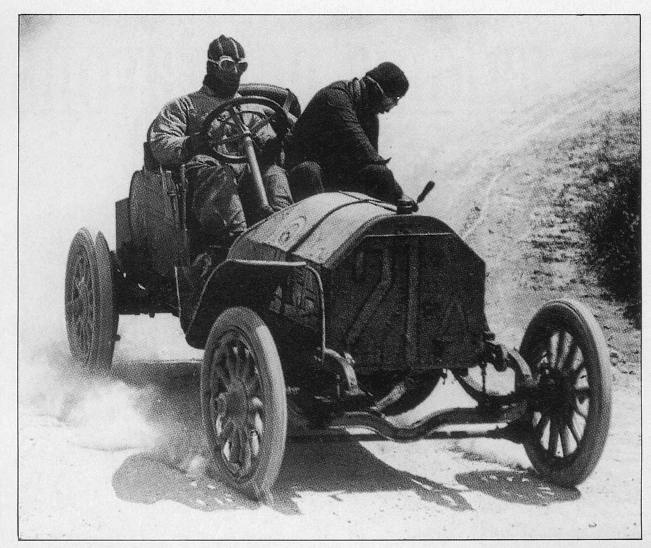
Vorjahressieger Alessandro Cagno im Itala 35/40 HP/7.4

Die zweite Targa Florio, auch II Targa Florio, war ein Straßenrennen auf Sizilien und fand am 22. April 1907 statt. 

## Das Rennen

### Teams, Hersteller und Fahrer
Die Presseberichte über das Debütrennen der Targa Florio im Frühsommer 1906 fielen durchwegs positiv aus. Die Berichterstattung auch über den Initiator Vincenzo Florio machten die Targa in sehr kurzer Zeit weit über die Grenzen Siziliens hinaus bekannt. Ein Rennen reichte aus, um aus einer sizilianischen Veranstaltung ein internationales Motorsportereignis zu machen. 1907 verfünffachte sich die Teilnehmerzahl von 11 auf fünfzig Meldungen, nachdem fast alle namhaften europäischen Hersteller Rennwagen nach Palermo brachten. Die meisten Fahrzeuge wurden im Hafen von Genua verladen. Den Hochseetransport wickelte die Reederei Navigazione Generale Italiana der Familie Florio ab. 
Bei Fiat in Turin entwickelte die neu geschaffene Rennabteilung einen neuen Einsatzwagen, der werksintern die Bezeichnung Tipo Targa Florio erhielt.  Basis war der seit 1906 existierende Fiat 28/40 HP, der ein um 150 kg leichteres Fahrgestell und einen verbesserten 7,4-Liter- Vierzylindermotor erhielt. Fiat meldete drei Fahrzeuge, zwei für die beiden Werksfahrer Felice Nazzaro (sein beifahrender Mechaniker war der spätere Rennfahrer Antonio Fagnano) und Vincenzo Lancia sowie einen für den in England lebenden vermögenden Herrenfahrer Aldo Weillschott. Leistungsstärkere Motoren erhielten auch die vier Werks-Isotta Fraschini B28/35 HP/8.0. Als Fahrer wurden unter anderem Vincenzo Trucco und der 21 Jahre alte Ferdinando Minoia gemeldet. Die beiden Werks-Itala 35/40 HP/7.4 fuhren Vorjahressieger Alessandro Cagno und der Franzose Maurice Fabry. Von Fabbrica Junior Torinese Automobili, Rapid und dem Unternehmen von Roberto Züst gingen Fahrzeuge ins Rennen.
Aus Frankreich kamen unter anderem Lorraine-Dietrich, Clément-Bayard und Berliet. Die Werks-Darracq 40 HP/8.0 steuerten Vanderbilt-Cup-Sieger Louis Wagner und dessen Landsmann René Hanriot. Für die ersten deutschen Rennwagen bei der Targa Florio sorgten Benz & Cie. und Friedrich Opel. Die Benz 38/60 PS hatten einen 8,9-Liter-Vierzylindermotor, der 60 PS leistete. Zu den beiden deutschen Fahrern Fritz Erle und Paul Spamann wurde der italienische Adelige Clemente di Boiano hinzu verpflichtet.

### Der Rennverlauf
Wie im Jahr davor fand das Rennen auf dem 148 Kilometer langen Grande circuito delle Madonie über eine Distanz von 3 Runden statt. Aufgrund der vielen Teilnehmer verkürzte das Rennkomitee den Startintervall von zehn auf drei Minuten. Nach der ersten Runde führte Vincenzo Trucco im Isotta Fraschini vor dem Fiat von Vincenzo Lancia. In der zweiten Runde entwickelte sich der erwartete Zweikampf zwischen den italienischen und französischen Fahrzeugen. Felice Nazzaro hatte im Fiat die Führung übernommen. Hinter ihm lag Louis Wagner, der im Darracq rasch aufholte. Als Wagner Nazzaro auf der Strecke bereits vor sich sah, rollte sein Wagen mit einer abgerissenen Antriebswelle aus. Ab diesem Zeitpunkt war Nazzaro ungefährdet und gewann das Rennen mit einem Vorsprung von zwölf Minuten auf seinen Teamkollegen Lancia. Er war mit einer Fahrzeit von 8:17:36,4 Stunden mehr als eine Stunde schneller als Cagno in seinem Itala 1906.
Der Erfolg machte Nazzaro einer breiten Öffentlichkeit bekannt und in der Folge zum populärsten Rennfahrer Italiens. Ein großes Handicap für alle Beteiligten war das Fehlen jedweder Kommunikation entlang der Strecke während des Rennens. Weder Fahrer noch Zuschauer kannten die jeweiligen Platzierungen. Die offiziellen Zeitnehmer trugen die Rennzeiten zwar mit Kreide in einer großen Tafel bei Start und Ziel ein, gaben die Informationen aber nicht weiter. Teammitglieder und interessierte Zuschauer behalfen sich ab 1908 mit eigenen Uhren und selbst geführten Tabellen.

## Ergebnisse

### Schlussklassement
| 1           |  | 20B | F .I .A. T.                           | Felice Nazzaro          | Fiat 28/40 HP/7.4                         | 8:17:36,400  |
| 2           |  | 20A | F. I. A. T.                           | Vincenzo Lancia         | Fiat 28/40 HP/7.4                         | 8:29:29,400  |
| 3           |  | 21B | Fabbrica Automobili Itala             | Maurice Fabry           | Itala 35/40 HP/7.4                        | 8:32:47,600  |
| 4           |  | 11A | Lorraine-Dietrich                     | Arthur Duray            | Lorraine Dietrich Type EO Targa 40 HP/8.5 | 8:39:07,400  |
| 5           |  | 21A | Fabbrica Automobili Itala             | Alessandro Cagno        | Itala 35/40 HP/7.4                        | 8:39:16,200  |
| 6           |  | 11B | Lorraine-Dietrich                     | Fernand Gabriel         | Lorraine-Dietrich 40 HP/8.5               | 8:39:46,200  |
| 7           |  | 7D  | Isotta Fraschini                      | Giuseppe Tamagni        | Isotta Fraschini B28/35 HP/8.0            | 8:41:45,600  |
| 8           |  | 20C | F. I. A. T.                           | Aldo Weillschott        | Fiat 28/40 HP/7.4                         | 8:42:52,400  |
| 9           |  | 7C  | Isotta Fraschini                      | Marc Sorel              | Isotta Fraschini B28/35 HP/8.0            | 8:52:10,600  |
| 10          |  | 7B  | Isotta Fraschini                      | Ferdinando Minoia       | Isotta Fraschini B28/35 HP/8.0            | 8:53:19,600  |
| 11          |  | 9A  | SA Clément                            | Pierre Garcet           | Clément-Bayard 40 HP                      | 8:53:41,000  |
| 12          |  | 4A  | Ing Roberto Züst FIA                  | Enrico Maggioni         | Züst 28/45 HP/7.4                         | 9:00:07,400  |
| 13          |  | 14A | Fabrica Automobili de Luca            | Domenico Masino         | De Luca-Daimler 50 HP                     | 9:01:22,200  |
| 14          |  | 19A | Société Gobron-Brillié                | Dureste                 | Gobron-Brillié                            | 9:10:24,000  |
| 15          |  | 23A | Benz & Cie.                           | Fritz Erle              | Benz 38/60 PS                             | 9:11:15,600  |
| 16          |  | 8B  | Fabbrica Junior Torinese Automobili   | Vittorio Gremo          | Junior 28/40 HP/8.0                       | 9:13:28,200  |
| 17          |  | 23C | Benz & Cie.                           | Paul Spamann            | Benz 38/60 PS                             | 9:15:56,600  |
| 18          |  | 16A | Diatto-A Clément Vetture              | Felice Buzio            | Diatto-Clément                            | 9:20:05,200  |
| 19          |  | 9B  | SA Clément                            | Richard Gaudermann      | Clément-Bayard 40 HP                      | 9:29:00,200  |
| 20          |  | 14C | Fabrica Automobili de Luca            | Hubert Le Blon          | De Luca-Daimler 50 HP                     | 9:31:32,200  |
| 21          |  | 4B  | Ing Roberto Züst FIA                  | Mario Conti             | Züst 28/45 HP/7.4                         | 9:37:55,400  |
| 22          |  | 9C  | SA Clément                            | Léon Collinet           | Clément-Bayard 40 HP                      | 9:39:17,200  |
| 23          |  | 6B  | Società Torinese Automobili Rapid     | Gallina                 | Star Rapid 24/40 HP/7.4                   | 9:50:10,000  |
| 24          |  | 23B | Benz & Cie.                           | Clemente di Boiano      | Benz 38/60 PS                             | 9:53:08,600  |
| 25          |  | 4C  | Ing Roberto Züst FIA                  | Leonino Da Zara         | Züst 28/45 HP/7.4                         | 9:58:53,400  |
| 26          |  | 14B | Fabrica Automobili de Luca            | Victor Hémery           | De Luca-Daimler 50 HP                     | 10:16:15,400 |
| 27          |  | 17A | Société l’Automotrice                 | Leon Gasté              | Radia 40/45 CV                            | 10:33:15,000 |
| 28          |  | 17B | Société l’Automotrice                 | Edoardo Marnier         | Radia 40/45 CV                            | 10:49:12,800 |
| 29          |  | 19A | Société Gobron-Brillié                | Faure                   | Gobron-Brillié                            | 11:17:15,600 |
| 30          |  | 1B  | Société des Automobiles Pilain        | Carlo Pizzagalli        | Pilain                                    | 11:41:53,000 |
| Ausgefallen |  |     |                                       |                         |                                           |              |
| 31          |  | 3A  | Société A. Darracq                    | Louis Wagner            | Darracq 40 HP/8.0                         |              |
| 32          |  | 8C  | Fabbrica Junior Torinese Automobili   | Guido De Martino        | Junior 28/40 HP/8.0                       |              |
| 33          |  | 6A  | Società Torinese Automobili Rapid     | Ernesto Ceirano         | Star Rapid 24/40 HP/7.4                   |              |
| 34          |  | 19C | Société Gobron-Brillié                | Douet                   | Gobron-Brillié                            |              |
| 35          |  | 2A  | Adam Opel                             | Friedrich Opel          | Opel                                      |              |
| 36          |  | 7A  | Isotta Fraschini                      | Vincenzo Trucco         | Isotta Fraschini B28/35 HP/8.0            |              |
| 37          |  | 3B  | Société A. Darracq                    | René Hanriot            | Darracq 40 HP/8.0                         |              |
| 38          |  | 6C  | Società Torinese Automobili Rapid     | Franco Tullio Cariolato | Star Rapid 24/40 HP/7.4                   |              |
| 39          |  | 8A  | Fabbrica Junior Torinese Automobili   | Francesco Tolotti       | Junior 28/40 HP/8.0                       |              |
| 40          |  | 10A | Automobiles Marius Berliet            | Victor Rigal            | Berliet                                   |              |
| 41          |  | 10B | Automobiles Marius Berliet            | Jean Porporato          | Berliet                                   |              |
| 42          |  | 18A | Süddeutsche Automobil-Fabrik Gaggenau | Otto Hieronimus         | Gaggenau                                  |              |
| 43          |  | 1A  | Société des Automobiles Pilain        | Philippe Salvioni       | Pilain                                    |              |
| 44          |  | 22A | Ajax AG                               | Bernhard Caspar         | Ajax 24 HP                                |              |
| 45          |  | 18B | Süddeutsche Automobil-Fabrik Gaggenau | Ubel                    | Gaggenau                                  |              |
| 46          |  | 4C  | Ing Roberto Züst FIA                  | Giancarlo Cappuggi      | Züst 28/45 HP/7.4                         |              |

### Nur in der Meldeliste
Hier finden sich Teams, Fahrer und Fahrzeuge, die ursprünglich für das Rennen gemeldet waren, aber aus den unterschiedlichsten Gründen daran nicht teilnahmen.
| Pos. | Klasse | Nr. | Team                                                | Fahrer        | Chassis             |
| ---- | ------ | --- | --------------------------------------------------- | ------------- | ------------------- |
| 47   |        | 5A  | Automobiles C.V.R.                                  | Paul Rivierne | Couverchel 40/50 CV |
| 48   |        | 12A | SA L’Auto Métallurgique                             |               |                     |
| 49   |        | 13A | Société des Établissements L. Picker, Moccand & Cie | Besson        | Luca 24/30 CV       |
| 50   |        | 15A | Automobiles Charron                                 | Picklen       | Charron             |

### Klassensieger
Zu diesem Rennen sind keine Klassensieger bekannt.

### Renndaten
- Gemeldet: 50
- Gestartet: 46
- Gewertet: 30
- Rennklassen: unbekannt
- Zuschauer: unbekannt
- Wetter am Renntag: trocken
- Streckenlänge: 148,823 km
- Fahrzeit des Siegerteams: 8:17:36,400 Stunden
- Gesamtrunden des Siegerteams: 3
- Gesamtdistanz des Siegerteams: 446,469 km
- Siegerschnitt: 53,833 km/h
- Schnellste Trainingszeit: keine
- Schnellste Rennrunde: Vincenzo Lancia - Fiat 28/40 HP/7.4 (#20A) – 2:43:08,600 = 54,733 km/h
- Rennserie: zählte zu keiner Rennserie